# Яковлєв Володимир Олексійович (історик)
Професор Володи́мир Олексі́йович Я́ковлєв (нар. 1840, Одеса, Херсонська губернія, Російська імперія — пом. 10 квітня 1896, Одеса, Херсонська губернія, Російська імперія) — історик і педагог Російської імперії, історик Одеси. Доктор російської словесності, професор. Директор Одеської міської публічної бібліотеки.

## Життєпис
Володимир Олексійович Яковлєв народився в 1840 році в Одесі, що на той час входила до складу Херсонської губернії Російської імперії у родині відомого громадського діяча. Його батько був побічним сином сибірського генерал-губернатора часів імператора Олександра І — Івана Пестеля. Мати походила із відомої в Одесі італійської родини Перозіо.
Середню освіту Володимир Яковлєв отримав у 2-й одеській гімназії. Після її закінчення у 1857 році вступив спочатку на юридичний факультет Рішельєвського ліцею, а в 1860 році, перед закінченням курсу, перевівся до Імператорського Санкт-Петербурзького університету на історико-філологічний факультет. Там він займався під керівництвом декана цього факультету професора Ізмаїла Срезневського. Ставлячи за мету зайнятися університетським викладанням, багато вивчав російської літератури, плідно працюючи в Імператорській публічній бібліотеці. У цей же час відвідував гурток Миколи Костомарова.
Через закриття Санкт-Петербурзького університету змушений був поїхати 1864 року до Києва в Імператорський Київський університет Святого Володимира для складання іспиту на ступінь кандидата. Після отримання цього ступеню він став викладачем російської мови і словесності в гімназії Імператорського Природничого товариства, викладаючи у цей же час у Миколаївському інженерному, Костянтинівському артилерійському і Миколаївському Новоросійському училищах, а також займаючись приватними уроками. У 1867 у Санкт-Петербурзі вийшло видання «Домострою» під його редакцією. У 1869 році за рекомендацією професора Олександра Котляревського був обраний на кафедру слов'янських діалектів Дерптського університету.
В 1871 році перевівся на кафедру російської мови і словесності Варшавського університету. Після захисту роботи на ступінь магістр у Варшавському університеті, у 1876 році був призначений на посаду екстраординарного професора цього ж університету. Магістерська дисертація була присвячена аналізу давньокиївських релігійних сказань і отримала високу оцінку у науковому світі. В університеті Володимир Олексійович працював включно до 1878 року. У зв'язку із погіршенням стану здоров'я переїхав до Одеси, де він почав активно співпрацювати з місцевими періодичними виданнями, публікував статті з історії краю, матеріали для яких черпав із архіву управління Новоросійського генерал-губернатора.
В 1882 році здійснив спробу видання журналу «Юг», яка привела його до ще більшої матеріальної скрути. У номерах містились статті самого редактора, в тому числі «Преса в Новоросійському краї», матеріал для якої він збирав протягом тривалого часу. Популярність сприяла його обранню в 1883 році завідувачем Одеської міської публічної бібліотеки. На цій посаді він працював до своєї смерті. Він склав нові каталоги, надрукував кілька цінних публікацій про бібліотеку. У зв'язку з погіршенням стану здоров'я опікувався підготовкою кадрів досвідчених помічників в бібліотеці.
Будучи керівником бібліотеки, в 1883 році був обраний секретарем Імператорського Одеського товариства історії і старожитностей. За період свого секретарства склав більшість некрологів. Присвятив багато часу вивченню історії Одеси. В 1884 році став приват-доцентом російської словесності на історико-філологічному факультеті Імператорського Новоросійського університету.
У 1893 році захистив в Санкт-Петербурзькому університеті роботу на здобуття ступеню доктора російської словесності («До літературної історії древньоруських збірок: спроба дослідження „Ізмарагда“»). В 1894 році став екстраординарним професором Новоросійського університету, а на початку 1896 року — ординарним професором. Не зважаючи на загострення хвороби, продовжував працювати над історією Одеси, складав біографічні нариси її діячів для словника Семена Венгерова, а також для словника Російського Імператорського історичного товариства, був активним діячем історико-філологічного товариства при Одеському університеті.
Помер 10 квітня 1896 року в Одесі.
Був похований на Першому Християнському цвинтарі Одеси. 1937 року комуністичною владою цвинтар було зруйновано. На його місці був відкритий «Парк Ілліча» з розважальними атракціонами, а частина була передана місцевому зоопарку. Нині достеменно відомо лише про деякі перепоховання зі Старого цвинтаря, а дані про перепоховання Яковлєва відсутні.

## Наукові праці
- Домострой. По рукописям Императорской Публичной Библиотеки / Под. ред. Яковлева. — СПб, 1867.
  - Домострой / Издал Яковлев, 2-е испр. изд. — Одесса, 1887.
- Сказания о Царьграде по древним рукописям. — СПб., 1868;
- Памятники русской литературы ХІІ и ХІІІ веков. — СПб., 1872;
- Патерик Печерский. — 1872;
- Древне-киевские религиозные сказания. Исследование. — Варшава, 1875;
- Исторический очерк русской печати в Привислянском крае. Речь к акту 30-го авг. 1877 г.;
- Русская печать в Привислинском крае. Историко-библиографический очерк. — Варшава, 1878;
- Печать в Новороссии. Исторический очерк // Юг. — 1882. — Кн. 1;
- К новоселью городской публичной библиотеки в Одессе (1829—1883). — Одесса, 1883;
- Граф Алексей Сергеевич Уваров // Записки Одесского общества истории и древностей (ЗООИД). — 1886. — Т. 14. — Отд. 3;
- Григорий Эммануилович Караулов // ЗООИД. — 1886. — Т. 14. — Отд. 3;
- Протоиерей Серафим Антонович Серафимов // ЗООИД. — 1886. — Т. 14. — Отд. 3;
- Значение нашего края в жизни и деятельности А. С. Пушкина. — Одесса, 1887. — 16 с.;
- Отзывы о Пушкине с Юга России. — Одесса, 1887. — 156 с.;
- К истории заселения Хаджибея 1789—1795 (К столетию завоевания Хаджибея). — Одесса, 1889;
- Из Одесской старины. І. Первая кофейня в Одессе // Одесский вестник (ОВ). — 1889. — 24 июля;
- Из Одесской старины. ІІ. Раздача земель в Гаджибее и его окрестностях. 1792—1794 // ОВ. — 1889. — 21 августа; Из Одесской старины. ІІІ. // ОВ. — 1889. — 24 октября;
- Из Одесской старины. IV. Меры против предполагаемого нападения французов на наши прибрежные города Черного моря // ОВ. — 1889. — 17 декабря;
- Протоиерей Георгий Иванович Попруженко // ЗООИД. — 1889. — Т. 15. — Отд. 3; К учреждению статистического бюро в Одессе // ОВ. — 1890. — 23 января;
- Двадцатипятилетие Императорского Новороссийского университета // ОВ. — 1890. — 1 мая; 20. Библиография Херсонской губернии. А. Леонтьев. Опыт указателя книг и статей относящихся к Херсонской губернии. Херсон 1890 г. // ОВ. — 1890. — 19 ноября;
- Из Одесской старины. Подполковник Кесъ Оглу // ОВ. — 1890. — 19 ноября;
- Эпизод из жизни Лермонтова // ОВ. — 1891. — 15 июля;
- Пятидесятилетие учёной деятельности В. Н. Юргевича, вице-президента Императорского Одесского общества истории и древностей. — Одесса, 1892;
- Николай Григорьевич Тройницкий (Некролог) // ОВ. — 1892. — 9 октября;
- К литературной истории древнерусских сборников: Опыт исследования «Измарагда». — Одесса, 1893. — 304 с.;
- Платон Осипович Бурачков // ЗООИД. — 1895. — Т. 18. — Отд. 3.